# Eiszeitpark Engen

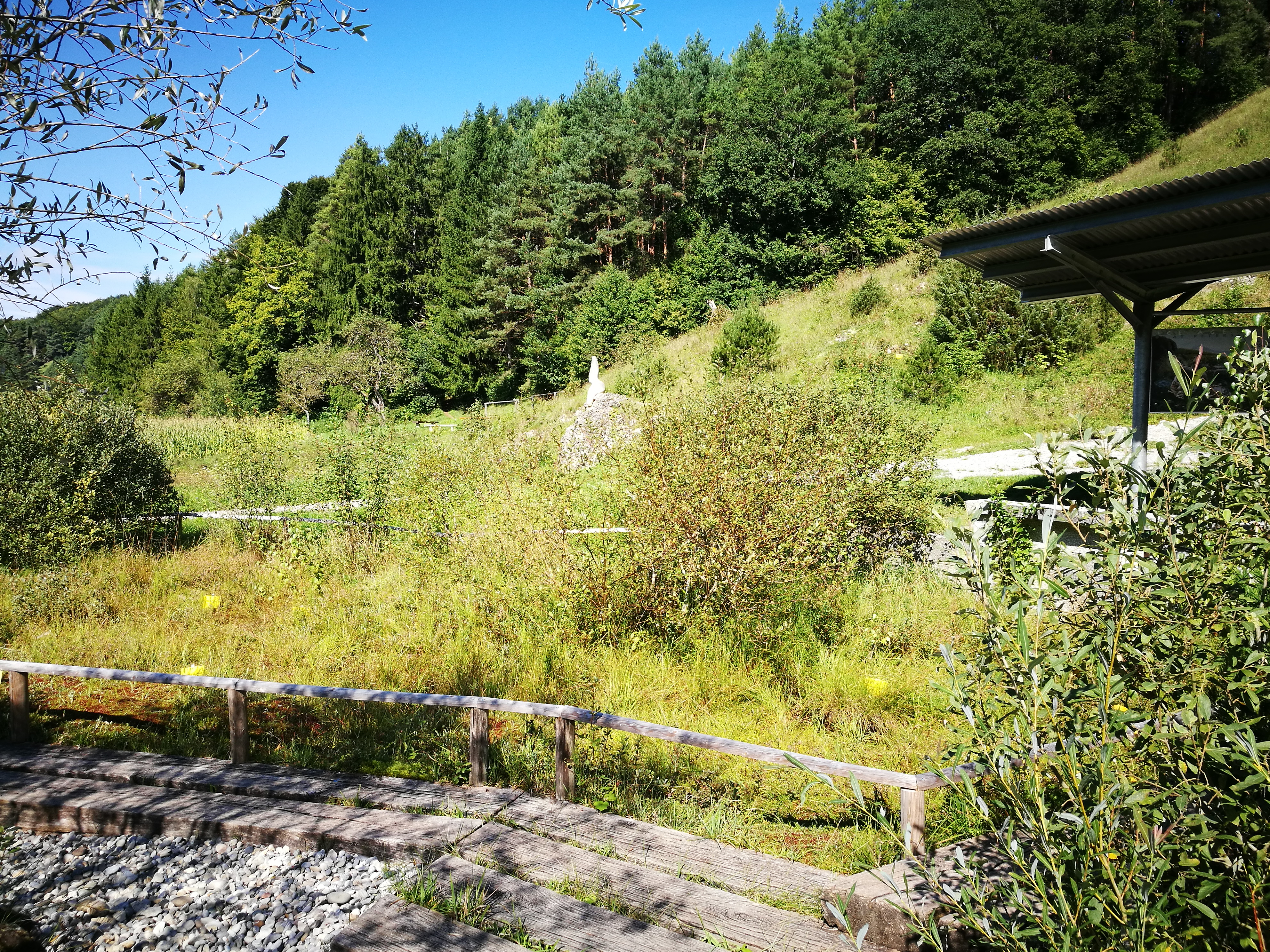
Im Eiszeitpark Engen

Der Eiszeitpark Engen ist ein archäobotanischer Park in der baden-württembergischen Stadt Engen im Landkreis Konstanz.

## Lage
Der im Frühjahr 2003 angelegte Park liegt südwestlich des Ortsteils Bittelbrunn und rund zweieinhalb Kilometer östlich der Engener Stadtmitte im „Brudertal“ am Petersfels. Hier, in der ehemaligen Jagdstation von Rentierjägern, wurden seit 1927 bedeutende Funde des Jungpaläolithikums gemacht.

## Beschreibung

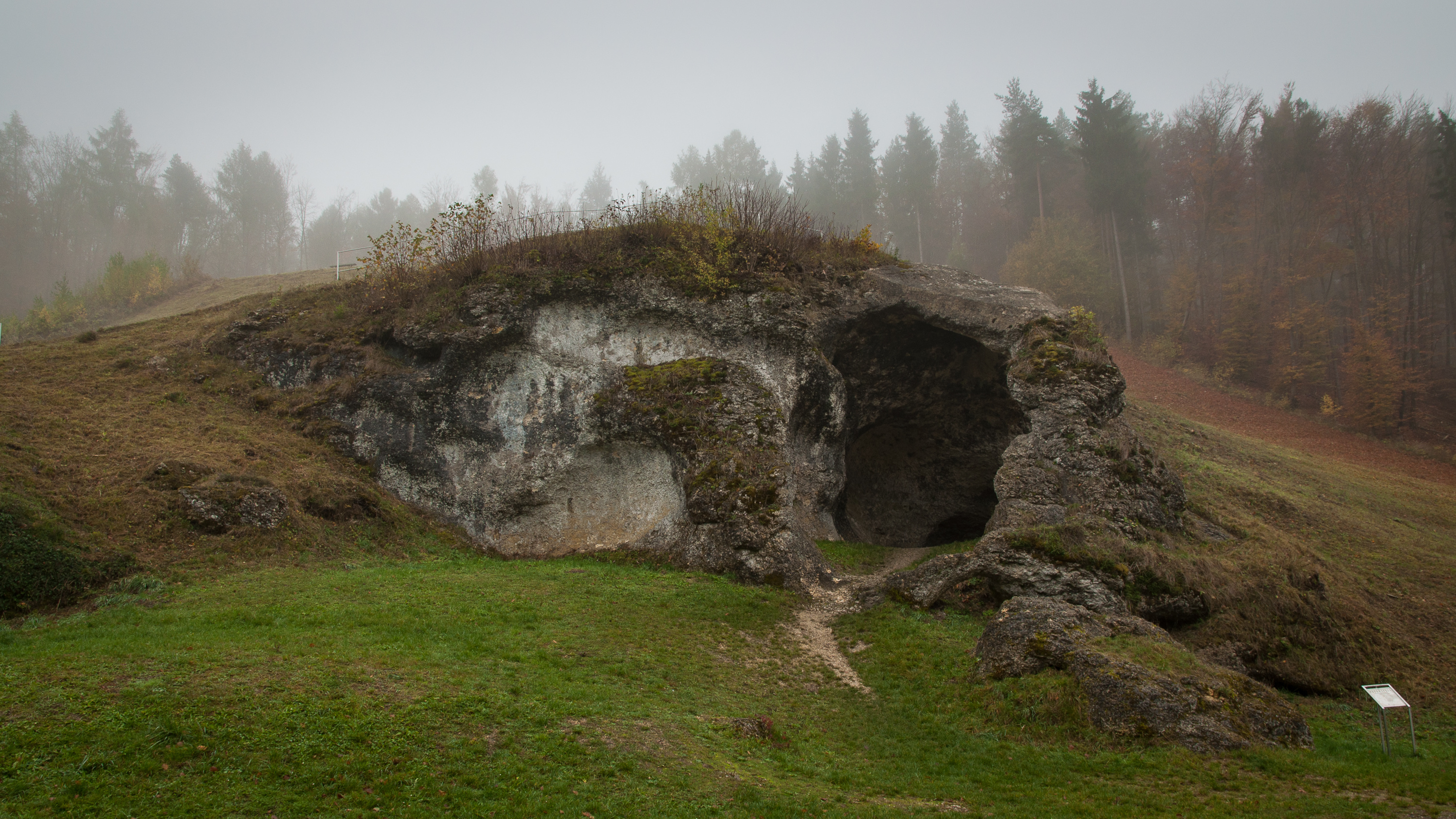
Petersfels

Der Eiszeitpark ist das ganze Jahr über frei zugänglich. Durch das Gelände führt der Eiszeitpfad, ein etwa drei Kilometer langer Rundweg, an dem unter anderem Tafeln mit Informationen in drei Sprachen zu einer hier rekonstruierten späteiszeitlichen Vegetation einer Steppentundra von vor etwa 15.000 Jahren installiert sind:
- „Die ersten Pioniere“: Tamariske, Sonnenröschen, Stauden-Lein und Moor-Birke, Feld-Beifuß, Frühlings-Adonisröschen, Silberwurz, Immergrünes Felsenblümchen, Waldkiefer, Bärentraube und Kleines Habichtskraut
- „Speisekammer Moor“: Krähen-, Rausch-, Moos-, Preisel- und Heidelbeere
- „Aspirin, Alleskleber und noch mehr …“: Weidenrinde mit hohem Anteil an Salicylsäure und Birkenpech als Dicht- und Klebstoff
- „Arznei und Werkstoffe der Eiszeitjäger“: Seifenkraut als Seifenersatz, Johanniskraut zur Wundheilung, Küchenschelle gegen Grippe und Gicht, Baldrian als Schlafmittel, Gelbe Schwertlilie zum Gerben, Wundklee als Wundmittel und Futterpflanze, Flatter-Binse zur Blutreinigung, Wollgras als Wundwatte sowie Mädesüß gegen Schmerzen und Fieber
- „Wildpflanzen als Nahrungsmittel“: Wilder Majoran, Schafgarbe, Thymian, Sumpfdotterblume, Wiesenknopf, Spitzwegerich und Wilde Möhre
- „Vitamine der Eiszeit“ aus Wacholder und Sanddorn